# 马灿荣
马灿荣（1945年7月—）。江苏省人，中华人民共和国外交官。 　　　 
1972年，进入中华人民共和国外交部。1994年，升任外交部西欧司副司长、司长。1999年，担任中华人民共和国外交部主管西欧地区、港澳地区事务和对外新闻工作的部长助理。2001年，改任中华人民共和国驻德国大使。
2008年，当选第十一届全国政协委员，代表对外友好界，分入第四十七组。并担任外事委员会专委。